# 普賴恩維爾
普賴恩維爾（英語：Prineville）位於美国俄勒冈州，克魯克河河畔，是克魯克郡的郡治，人口10,736人。